# Doryopteris humbertii
Doryopteris humbertii är en kantbräkenväxtart som beskrevs av Tard. Doryopteris humbertii ingår i släktet Doryopteris och familjen Pteridaceae. Inga underarter finns listade.